# Cymaterus torridus
Cymaterus torridus là một loài bọ cánh cứng trong họ Cerambycidae.